# Robert Peter Deeley
Robert Peter Deeley (Cambridge, 18 giugno 1946) è un vescovo cattolico statunitense, dal 13 febbraio 2024 vescovo emerito di Portland.

## Biografia
Robert Peter Deeley è nato a Cambridge, in Massachusetts, il 18 giugno 1946 ed è il quarto dei cinque figli di Michael e Mary Deeley, entrambi immigrati dalla contea di Galway, in Irlanda. La famiglia frequentava la parrocchia del Sacro Cuore a Watertown.

### Formazione e ministero sacerdotale
Nel 1964 dopo essersi diplomato alla Matignon High School di Cambridge, è stato ammesso al seminario minore "Cardinal O'Connell" di Jamaica Plain. Dopo due anni, è stato insignito della borsa di studio della Fondazione Basselin e ha frequentato l'Università Cattolica d'America. Nel 1968 ha conseguito il Bachelor of Arts in filosofia. Lo stesso anno è stato inviato a Roma per studi. Ha preso residenza nel Pontificio collegio americano del Nord. Nel 1973 ha ottenuto il baccalaureato in teologia presso la Pontificia Università Gregoriana.
Il 14 luglio 1973 è stato ordinato presbitero per l'arcidiocesi di Boston nella chiesa parrocchiale del Sacro Cuore a Watertown dal cardinale Humberto Sousa Medeiros. In seguito è stato vicario parrocchiale della parrocchia di San Bartolomeo a Needham dal 1973 al 1978 e segretario del tribunale ecclesiastico metropolitano di Boston dal 1978 al 1981. Nel 1981 è ritornato a Roma per studi. Presso la Pontificia Università Gregoriana ha conseguito nel 1983 la licenza in diritto canonico, nel 1985 il diploma summa cum laude della Scuola di lettere latine e nel 1986 il dottorato in diritto canonico con una tesi intitolata "Il mandato per coloro che insegnano teologia negli Istituti di studi superiori: un'interpretazione del significato del canone 812 del Codice di diritto canonico". Tornato in patria è stato giudice del tribunale ecclesiastico metropolitano di Boston dal 1985 al 1986; vicario giudiziale aggiunto dal 1986 al 1989; cappellano arcidiocesano dei Cavalieri di Colombo dal 1988 al 1991; vicario giudiziale dal 1989 al 1999; direttore spirituale della Gilda degli avvocati cattolici dal 1991 al 1999; parroco della parrocchia di Sant'Anna a Wollaston dal 1999 al 2004; vicario foraneo della Regione Sud dal 2002 al 2004; collaboratore esterno della Congregazione per la dottrina della fede dal 2003 al 2004; officiale dello stesso dicastero dal 2004 al 2010; aiutante di studio dello stesso dicastero dal settembre dal 2010 al 2011 e vicario generale e moderatore della curia dell'arcidiocesi di Boston dal 2011. Il 13 dicembre 1995 è stato nominato prelato d'onore di Sua Santità.
Accanto agli incarichi pastorali, ha avuto una lunga carriera anche come docente. È stato lettore di filosofia del seminario "San Giovanni" a Brighton dal 1975 al 1977; docente di etica medica al Labouré College dal 1977 al 1981; lettore del corso di "Introduzione al diritto canonico" del semestre primaverile del seminario "San Giovanni" nel 1989 e nel 1991; docente del corso "Matrimonio oggi: teologia, diritto, morale" presso l'Istituto pastorale di Boston da settembre a dicembre e da marzo a maggio negli anni 1992 e 1998; docente di "Diritto canonico: introduzione e applicazione" e "Matrimonio: prospettive teologiche, canoniche e pastorali" presso la Weston School of Theology a Cambridge dal 2001 al 2004; docente all'Istituto per l'educazione teologica permanente del Pontificio collegio americano del Nord come lettore sull'opera della Congregazione per l'educazione cattolica dal 2007 al 2011 e docente di "Omiletica per il ministero pastorale" presso il Pontificio collegio americano del Nord dal 2009 al 2011.
A livello diocesano ha prestato servizio come membro del comitato per la revisione degli statuti dell'arcidiocesi dal 1986 al 1988; membro dell'VIII sinodo diocesano di Boston dal 1986 al 1988; membro del consiglio consultivo della Matignon High School a Cambridge dal 1986 al 2004; presidente della commissione per gli affari ecumenici e interreligiosi dal 1986 al 2004; membro del comitato per le linee guida pastorali per la celebrazione dei sacramenti dal 1987 al 1989; presidente del comitato per gli affari canonici dal 1989 al 1999; membro dello stesso dal 1999 al 2004; membro del consiglio di direzione del Covenant Health Systems a Lexington dal 1999 al 2009; membro del consiglio di amministrazione del seminario nazionale "Papa Giovanni XXIII" di Weston dal 2011 al 2014 e membro del consiglio di amministrazione del seminario "San Giovanni" a Brighton dal 2011 al 2014.
In seno alla Canon Law Society of America è stato membro del comitato per la liturgia dal 1980 al 1981; membro del comitato di ricerca sul matrimonio dal 1990 al 1993; membro del comitato per la nuova traduzione del Codice di diritto canonico dal 1993 al 1999; membro del consiglio di governo dal 1995 al 1997 e dal 1999 al 2002; tesoriere dal 1995 al 1997; vicepresidente dal 1999 al 2000; presidente dal 2000 al 2001; membro del comitato per la selezione del sito del coordinatore esecutivo dal 2002 al 2003 e membro del comitato per l'attuazione delle norme essenziali dal 2003 al 2004.

### Ministero episcopale
Il 9 novembre 2012 papa Benedetto XVI lo ha nominato vescovo ausiliare di Boston e titolare di Kearney. Il 14 dicembre si è congedato dalla comunità del Pontificio collegio americano del Nord. Ha ricevuto l'ordinazione episcopale il 4 gennaio successivo nella cattedrale della Santa Croce a Boston dal cardinale Sean Patrick O'Malley, arcivescovo metropolita di Boston, co-consacranti l'arcivescovo metropolita di Saint Paul e Minneapolis John Clayton Nienstedt e il vescovo ausiliare di Providence Robert Charles Evans.
Il 18 dicembre 2013 papa Francesco lo ha nominato vescovo di Portland. Ha preso possesso della diocesi il 14 febbraio successivo con una cerimonia nella cattedrale dell'Immacolata Concezione a Portland.
È anche membro del consiglio di governo del seminario "San Giovanni" a Brighton dal 2014; membro del consiglio di amministrazione di iCatholic Media, Inc. a Watertown dal 2012; membro del consiglio consultivo episcopale di Relevant Radio a Green Bay dal 2018 e vescovo moderatore del consiglio di direzione del National Catholic Risk Retention Group e collabora con la Canon Law Society of Australia and New Zealand e la Canon Law Society of Great Britain and Ireland.
Il 12 ottobre 2016 la Canon Law Society of America gli ha assegnato il Role of Law Award. Questo premio è l'onorificenza più prestigiosa della Società e viene assegnato a persone che si sono distinte nella pratica del diritto canonico, servendo il popolo di Dio attraverso l'uso della legge della Chiesa. Il vescovo Deeley è stato onorato per la sua lunga storia di dedizione alla legge della Chiesa nell'insegnamento, nella pratica, nell'amministrazione e nell'assistenza pastorale.
In seno alla Conferenza dei vescovi cattolici degli Stati Uniti è presidente del comitato per gli affari canonici e il governo della Chiesa dal 2017.
Nel novembre del 2019 ha compiuto la visita ad limina.
Il 13 febbraio 2024 papa Francesco ha accolto la sua rinuncia, presentata per raggiunti limiti di età, al governo pastorale della diocesi di Portland; gli è succeduto  James Thomas Ruggieri, del clero di Providence. Rimarrà amministratore apostolico della diocesi fino all'ingresso del successore.
Oltre all'inglese, parla l'italiano.

## Opere
- The Mandate for Those who Teach Theology in Institutes of Higher Studies.
- Canon 812: The Mandate for Those Who Teach Theology, Proceedings of the Canon Law Society of America (50: 1988, pp. 70–85).
- Code of Canon Law: Latin-English Edition, Washington, D.C. Canon Law Society of America, 1998, edizione tradotta.
- Brought to Light (Ans Licht gebracht), Reflections on the crime of solicitation in the context of the Sacrament of Penance, 2012, pp. 59–80.

## Genealogia episcopale
La genealogia episcopale è:
- Cardinale Scipione Rebiba
- Cardinale Giulio Antonio Santori
- Cardinale Girolamo Bernerio, O.P.
- Arcivescovo Galeazzo Sanvitale
- Cardinale Ludovico Ludovisi
- Cardinale Luigi Caetani
- Cardinale Ulderico Carpegna
- Cardinale Paluzzo Paluzzi Altieri degli Albertoni
- Papa Benedetto XIII
- Papa Benedetto XIV
- Papa Clemente XIII
- Cardinale Marcantonio Colonna
- Cardinale Giacinto Sigismondo Gerdil, B.
- Cardinale Giulio Maria della Somaglia
- Cardinale Carlo Odescalchi, S.I.
- Cardinale Costantino Patrizi Naro
- Cardinale Lucido Maria Parocchi
- Papa Pio X
- Cardinale Gaetano De Lai
- Cardinale Raffaele Carlo Rossi, O.C.D.
- Cardinale Amleto Giovanni Cicognani
- Arcivescovo Bryan Joseph McEntegart
- Vescovo Edward John Harper, C.SS.R.
- Cardinale Sean Patrick O'Malley, O.F.M.Cap.
- Vescovo Robert Peter Deeley

## Araldica
| Stemma | Blasonatura |
| ------ | --- |
|        | Partito: al primo d'azzurro, seminato di pigne d'oro, alla croce ancorata d'argento; al secondo ondato d'azzurro e d'argento alla conchiglia d'argento, al capo ondato ripartito saldato d'argento e d'oro, al leone passante partito di nero e di rosso, linguato di rosso, attraversante sulla ripartizione. Ornamenti esterni da vescovo. Motto: "Veritatem facere in caritate". |